# 社會工作實務研究
《社會工作實務研究》（Research on Social Work Practice）是一份1991年起出版的英語社會工作學術期刊，由社會工作和研究學會（Society for Social Work and Research.）發行、SAGE Publications出版，現任主編是佛羅里達州立大學社會工作學院社工教授布魯斯·塞爾（Bruce A. Thyer）。該期刊收錄與社會工作、實務社群（community practice）、社會政策發展和組織管理等相關的論文。
根據《期刊引證報告》數據顯示，《社會工作實務研究》在2010年時的影響因子是1.130，在39份社會工作期刊中排名第10。

## 外部連結
- 《社會工作實務研究》在出版社官網的介紹 （页面存档备份，存于） （英文）